# Reinga aucklandensis
Reinga aucklandensis là một loài nhện trong họ Amphinectidae. De spin dankt zijn naam aan zijn voorkomen op de Aucklandeilanden, in New Zealand.